# Pneumonoultramicroscopicsilicovolcanoconiosis
 Pneumonoultramicroscopicsilicovolcanoconiosis je prema Dictionary.com internetskim stranicama zapravo nepostojeća riječ koja bi trebala značiti bolest pluća uzrokovana udisanjem vrlo fine silikonske prašine s posljedicom upale pluća. Stvarna riječ koja opisuje ovo stvarno stanje je silikoza.

## Napomene
1. ↑  http://dictionary.reference.com/browse/Pneumonoultramicroscopicsilicovolcanoconiosis